# Gugudan

Gugudan (hangul: 구구단; também estilizado como gugudan, gu9udan ou gx9) foi um grupo feminino sul-coreano formado pela Jellyfish Entertainment em 2016. O grupo era composto de oito integrantes: Mimi, Hana, Nayoung, Haebin, Sejeong, Sally, Soyee e Mina. A formação original contava com a integrante Hyeyeon, que anunciou sua saída em 25 de outubro de 2018. . O grupo estreou oficialmente em junho de 2016 com o extended play Act.1 The Little Mermaid. Gugudan seguia um conceito teatral, onde a cada retorno elas apresentam uma nova história.
Após 2 anos sem alguma atividade em grupo, a agência Jellyfish Entertainment publicou uma declaração informando que o grupo oficialmente terminaria suas atividades e teria seu fim em Dezembro de 2020.

## História

### Pré-estreia
Em janeiro de 2016, Nayoung, Sejeong e Mina foram introduzidas como as primeiras trainees da Jellyfish Entertainment no show de sobrevivência da Mnet Produce 101, onde 101 trainees de várias agências competiriam para estrear em um grupo de 11 integrantes que iria promover durante um ano sob a YMC Entertainment. Depois de alcançarem o segundo e nono lugar no episódio final, Sejeong e Mina estrearam oficialmente no I.O.I em maio de 2016.

### 2016–2017:Act.1, Act.2eAct.3

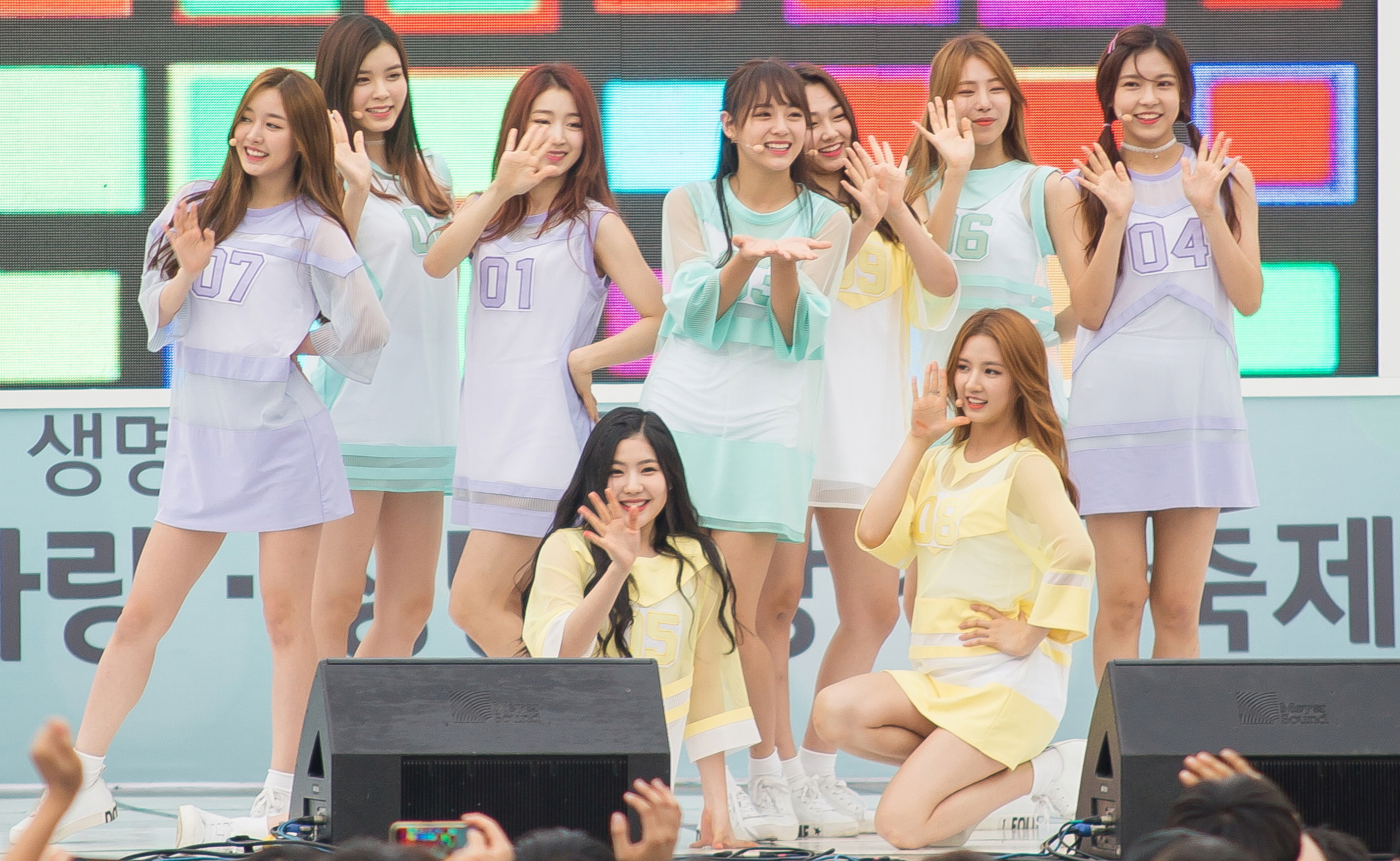
Gugudan performando "Wonderland", em 4 de setembro de 2016

Apesar de negar informações sobre Sejeong e Mina estreando em um grupo de três integrantes em junho, a Jellyfish Entertainment confirmou no dia 7 de junho que os duas estariam estreando no primeiro grupo feminino da agência. Por causa dos termos especiais da YMC Entertainment, nos quais as integrantes do I.O.I só estão autorizadas a fazer atividades sob suas respectivas agências, enquanto o grupo estaria em pausa ou enquanto era promovido em sub-unidades.
Nayoung foi confirmada como integrante do grupo em 10 de junho e em 13 de junho, Jellyfish Entertainment revelou que o grupo seria formado por nove integrantes. No dia 17 de junho foi revelado que o nome do grupo seria ''gugudan''.
Em 22 de junho, o grupo confirmou que elas iriam estrear sob um conceito de "sereia". Após o anúncio, um highlight medley do mini-álbum de estreia foi lançado em 24 de junho  e elas estrearam oficialmente em 28 de junho com o mini-álbum, Act.1 The Little Mermaid, com a faixa-principal "Wonderland". O MV da faixa foi lançado oficialmente online através de uma contagem regressiva ao vivo no Naver V App.
Gugudan participou do projeto de inverno da Jellyfish Entertainment, Jelly Christmas 2016, junto de outros artistas da agência como VIXX, Seo Inguk, Park Yoonha, Park Jungah, Kim Gyusun, Kim Yewon e Jiyul. A faixa "Falling" foi lançado oficialmente em 13 de dezembro.
Em 20 de janeiro de 2017, foi relatado que gugudan estaria se preparando para seu primeiro retorno em fevereiro. Em 3 de fevereiro, Jellyfish Entertainment anunciou que o grupo estaria retornando com seu segundo mini-álbum em 28 de fevereiro. Em 24 de fevereiro a Jellyfish Entertainment anunciou que iria adiantar o lançamento do álbum para o dia 27. O grupo lançou oficialmente seu segundo mini-álbum Act.2 Narcissus junto do MV da faixa-principal "A Girl Like Me" em 27 de fevereiro.
Em 10 de agosto, as duas integrantes mais novas do gugudan, Mina e Hyeyeon, estrearam na primeira sub-unidade do grupo intitulada "Gugudan 5959" com o single "Ice Chu".
Em 19 de outubro, a Jellyfish Entertainment anunciou que Soyee estaria entrando em hiatos indefinido para tratar uma lesão em seu ombro que ocorre desde de sua estreia. A agência declarou: 
"Soyee, sente dores em seu ombro como resultado de uma lesão durante seu período de treinamento, e recebeu tratamento ao mesmo tempo enquanto promovia após sua estreia oficial. Enquanto recentemente se preparava para o retorno de gugudan, a área foi afetada com dores mais graves".
"Depois de fazer vários exames no hospital para tratar seu ombro, ela recebeu a opinião profissional de que ela devia descansar completamente e receber tratamento, e desde então se concentrou na recuperação de sua saúde. Enquanto ela promover e receber tratamento ao mesmo tempo, a situação considera que será difícil para ela realizar as promoções do gugudan, que são diferentes das atividades do dia-a-dia. Soyee também expressou que gostaria de se concentrar em sua recuperação antes que sua saúde piorasse ainda mais".
"Respeitamos plenamente a opinião de Soyee e, embora seja lamentável, decidimos que ela estará ausente das próximas promoções do gugudan, já que sua saúde vem primeiro. Nós a ajudaremos para que ela possa se concentrar em se recuperar".
"Lamentamos preocupar todos os fãs que amam gugudan e Soyee. Pedimos que você envie muitos incentivos para que ela possa se recuperar e retornar o mais rápido possível".
Em 8 de novembro, o grupo lançou seu primeiro single-álbum intitulado Act.3 Chococo Factory junto do MV da faixa-principal "Chococo". O álbum é marcado por ser promovido sem a integrante Soyee devido a seu hiatos para tratar a lesão em seu ombro.

### 2018–presente:Act.4,Saída de Hyeyeon eAct.5
Em 9 de janeiro de 2018, a Jellyfish Entertainment anunciou que o grupo estava se preparando para seu retorno no final de janeiro. Também foi confirmada a volta de Soyee ao grupo, devido a melhoras da lesão em seu ombro. Em 17 de janeiro, a Jellyfish Entertainment revelou que o novo single-álbum do grupo se chamaria Act.4 Cait Sith. O single-álbum e o MV da faixa-principal "The Boots" foram lançados oficialmente em 31 de janeiro.
Em 25 de outubro de 2018, Jellyfish Entertainment anunciou a saída de Hyeyeon do grupo através de um comunicado:
“Hyeyeon terminará suas atividades do gugudan. A decisão foi tomada após frequentes discussões sobre o futuro plano de carreira e atividades de Hyeyeon, que se dedica a seus estudos desde maio, enquanto descansa por motivos de saúde.”
Embora ela tenha interrompido suas atividades com gugudan, Hyeyeon continua sendo afiliada a Jellyfish Entertainment.
Poucos dias antes de anunciar a saída de Hyeyeon do grupo, a Jellyfish confirmou que gugudan estaria fazendo o seu retorno em novembro com um mini álbum intitulado Act.5 New Action e com a faixa-título Not That Type. No dia 6 de novembro, gugudan lançou o seu álbum juntamente com o MV de Not That Type￼. A￼ faixa contém uma batida animada que usa sons únicos de sintetizador e baixo, ilustrando a confiança e natureza livre do gugudan. As meninas foram inspiradas pelo filme “Oito Mulheres e um Segredo".

## Integrantes

### Ex-integrantes
- Mimi (hangul: 미미), nascida Jung Mi-mi (hangul: 정미미) em Daegu, Coreia do Sul, em 1 de janeiro de 1993 (32 anos). Ela representa o número 7 e a Flecha.
- Hana (hangul: 하나), nascida Shin Bo-ra (hangul: 신보라) em Suwon, Coreia do Sul em 30 de abril de 1993 (31 anos). Ela representa o número 1 e a Flor.
- Haebin (hangul: 해빈), nascida Han Hae-bin (hangul: 한해빈) em Busan, Coreia do Sul em 16 de agosto de 1995 (29 anos). Ela representa o número 6 e o Equalizador.
- Nayoung (hangul: 나영), nascida Kim Na-young (hangul: 김나영) em Seul, Coreia do Sul em 23 de novembro de 1995 (29 anos). Ela representa o número 4 e a Luz.
- Sejeong (hangul: 세정), nascida Kim Se-jeong (hangul: 김세정) em Jeonju, Coreia do Sul em 28 de agosto de 1996 (28 anos). Ela representa o número 3 e o Trevo.
- Sally (hangul: 샐리), nascida Liu Xiening (hanja: 刘些宁) em Guangdong, China em 23 de outubro de 1996 (28 anos). Ela representa o número 8.
- Soyee (hangul: 소이), nascida Jang So-jin (hangul: 장소진) em Gwangju, Coreia do Sul em 21 de novembro de 1996 (28 anos). Ela representa o número 2 e a Cerquilha.
- Mina (hangul: 미나), nascida Kang Mi-na (hangul: 강미나) em Incheon, Coreia do Sul em 4 de dezembro de 1999 (25 anos). Ela representa o número 9 e o Cata-Vento.
- Hyeyeon (hangul: 혜연), nascida Cho Hye-yeon (hangul: 조혜연) em Ulsan, Coreia do Sul em 5 de agosto de 2000 (24 anos). Ela representava o número 5 e o Coração.

## Subunidades

### Gugudan 5959
Em 19 de julho de 2017, foi anunciado que o grupo lançaria sua primeira subunidade em agosto do mesmo ano, esta composta por duas integrantes: Mina e Hyeyeon. O nome foi revelado ser Gugudan 5959 (hangul: 구구단 오구오구; rr: Gugudan Oguogu) poucas semanas depois. Composta pelas duas integrantes mais novas do grupo, seu nome veio da pronúncia coreana de "5959"—"oguogu", esta sendo uma palavra ocasionalmente utilizada para acalmar ou parabenizar bebês. Sua estreia ocorreu em 10 de agosto com o lançamento do single "Ice Chu".

### Gugudan SEMINA
Em junho de 2018, Jellyfish Entertainment formou a segunda subunidade do Gugudan composta pelas três integrantes: Sejeong, Mina e Nayoung chamado SEMINA. O nome "SEMINA", é composto das primeiras sílabas de Sejeong, Mina e Nayoung. SEMINA estreou com o lançamento de seu single álbum auto-intitulado em 10 de julho de 2018.

## Discografia

### Extended plays
- 2016: Act.1 The Little Mermaid
- 2017: Act.2 Narcissus
- 2018: Act.5 New Action

### CDsingles
- 2017: Act.3 Chococo Factory
- 2018: Act.4 Cait Sith
- 2018: Act.5 New Action

## Filmografia

### Programas televisivos
- 2014: High School King of Savvy (participação) (Coreia)
- 2014: One Sunny Day (participação) (Coreia)
- 2015: Producers (participação) (Coreia)
- 2016: Gugudan Project! Extreme School Trip